# Rukuhia
Rukuhia est une communauté rurale du district de Waipa, dans la région de Waikato de l’Île du Nord de la Nouvelle-Zélande.

## Situation
Elle est localisée juste au sud de la cité de Hamilton, à proximité de la banlieue de Glenview, dans l’ouest du District de Waikato, près de la ville de Tamahere et au nord des villes du district de Waipa, que sont les villes de Ohaupo et Te Awamutu, sur le trajet de la route State Highway 3/S H3 (en).
Cette zone comprend plusieurs fermes sur la partie plate entre le marais de Swamp et le fleuve Waikato, et la zone industrielle de l’Aéroport d’Hamilton.

## Toponymie
Rukuhia se traduit par "gathered together, submerged or dived for" (rassemblés, submergés ou plongés pour)

## Installations
Le mémorial de la première guerre mondiale de l’école de Rukuhia  fut inaugurée en juin 1923, pour le sixième anniversaire de la Bataille de Messines.
C’est le tribut pour les 22 hommes de la ville de Rukuhia, qui ont servi pendant la Première Guerre mondiale, incluant les 9 soldats, qui furent tués ou moururent de leurs blessures et des 9 autres, qui furent blessés, mais survécurent. 
Le mémorial fut re-dédicacé pour le jour de l’armistice en 2003.
La gare de Rukuhia (en) était une station sur le trajet de la ligne de chemin de fer de la ligne principale de l’île du nord (en) située dans l’Île du Nord de la Nouvelle-Zélande, établie durant l’extension de la ligne de chemin de fer en 1870,.
Des tests réalisés en 1981 ont trouvé que la voie se déformait d’environ 12 mm à chaque fois que le train passait au-dessus du fait du sous-bassement formé de marécages riche en tourbe.

## Éducation
L’école de Rukuhia est une école publique, mixte, assurant le primaire, allant de l’année 1 à 8 avec un effectif de 112 élèves.